# El País (Uruguay)
El País es un diario uruguayo de circulación nacional cuya primera edición fue el 14 de septiembre de 1918. Es el diario de mayor circulación en el país,  verificado por la institución argentina IVC.

## Historia
Fue fundado el 14 de septiembre de 1918 por Leonel Aguirre, Eduardo Rodríguez Larreta y Washington Beltrán Barbat. Luego se añadirá el economista Carlos Scheck, quien reforzaría la prevalencia del diario tiempo después.
En su origen estuvo formalmente comprometido con el directorio del Partido Nacional, más precisamente con el Partido Nacional Independiente, alineado con las ideas y los hombres de esa corriente de los blancos. Fue continuador del diario nacionalista La Democracia.
Un artículo de su página política titulado Qué Toupet (1920) provocó la ofensa del líder colorado José Batlle y Ordóñez originando el duelo a pistola con Washington Beltrán, enfrentamiento en el que este perdería la vida. Fue clausurado durante la Dictadura de Terra, tiempo en el cual se constituyó en una tribuna opositora por excelencia. 
En sus páginas escribieron periodistas de la talla del colorado Manuel Flores Mora y Francisco Espínola, y también humoristas como Julio Suárez "Peloduro" y críticos teatrales como Homero Alsina Thevenet, Emir Rodríguez Monegal y Antonio Larreta. Fue la cuna de iniciación periodística del socialista Carlos Quijano y Luis Pedro Bonavita. También haría carrera un caricaturista conocido como Arotxa.
En 1962 varios accionistas del diario El País conformaron la Sociedad Televisora Larrañaga y el grupo Scheck - Aguirre, grupo que tendría como fin la creación y gestión de Teledoce, el tercer canal de privado de Uruguay.  
Compitió con El Día por el mercado de los avisos clasificados, hasta lograr la hegemonía a partir de 1982. El «Gallito Luis» es un personaje ficticio con aspecto de gallo. Brinda su nombre al suplemento de avisos clasificados en la edición dominical de El País. En Uruguay los domingos es muy común referirse al «gallito» en lugar de al periódico.
Fue pionero en la impresión ófset y fue el primer diario en América del Sur que lanzó una primera plana a color, en 1945. Introdujo la modalidad de distribuir productos editoriales especiales y coleccionables nacionales e internacionales. Se edita en Internet desde 1996. Hasta el 2006 se trataba de un periódico de gran formato, el único de ese estilo que quedaba en Uruguay, luego modificó su formato, sus tipos de letras, etc., buscando una nueva imagen.
En septiembre de 2018 este diario cumplió 100 años de existencia.
Al día de hoy sigue siendo de gran formato. Estudios de mercado indicaron que esta característica es propia de la identidad del diario, conservador.
Entre sus administradores, cabe destacar la figura de Carlos Eugenio Scheck. Su actual administrador es Guillermo Scheck.

## Ediciones
- En la actualidad se editan dos periódicos (algunas de ediciones se publican únicamente en formato digital), contando el diario con publicación y distribución en algunos países fuera de Uruguay:
  - El País, Uruguay
    - El País, Uruguay edición Departamento de Artigas
    - El País, Uruguay edición Departamento de Canelones
    - El País, Uruguay edición Departamento de Cerro Largo
    - El País, Uruguay edición Departamento de Colonia
    - El País, Uruguay edición Departamento de Durazno
    - El País, Uruguay edición Departamento de Flores
    - El País, Uruguay edición Departamento de Florida
    - El País, Uruguay edición Departamento de Lavalleja
    - El País, Uruguay edición Departamento de Maldonado
    - El País, Uruguay edición Departamento de Montevideo
    - El País, Uruguay edición Departamento de Paysandú
    - El País, Uruguay edición Departamento de Río Negro
    - El País, Uruguay edición Departamento de Rivera
    - El País, Uruguay edición Departamento de Rocha
    - El País, Uruguay edición Departamento de Salto
    - El País, Uruguay edición Departamento de San José
    - El País, Uruguay edición Departamento de Soriano
    - El País, Uruguay edición Departamento de Tacuarembó
    - El País, Uruguay edición Departamento de Treinta y Tres

  - El País, Uruguay-Hispanoamérica
    - El País, Uruguay-Hispanoamérica edición Argentina
    - El País, Uruguay-Hispanoamérica edición Bolivia
    - El País, Uruguay-Hispanoamérica edición Chile
    - El País, Uruguay-Hispanoamérica edición Colombia
    - El País, Uruguay-Hispanoamérica edición Costa Rica
    - El País, Uruguay-Hispanoamérica edición Cuba
    - El País, Uruguay-Hispanoamérica edición Ecuador
    - El País, Uruguay-Hispanoamérica edición El Salvador
    - El País, Uruguay-Hispanoamérica edición Guatemala
    - El País, Uruguay-Hispanoamérica edición Honduras
    - El País, Uruguay-Hispanoamérica edición México
    - El País, Uruguay-Hispanoamérica edición Nicaragua
    - El País, Uruguay-Hispanoamérica edición Panamá
    - El País, Uruguay-Hispanoamérica edición Paraguay
    - El País, Uruguay-Hispanoamérica edición Perú
    - El País, Uruguay-Hispanoamérica edición Puerto Rico (EE. UU.)
    - El País, Uruguay-Hispanoamérica edición República Dominicana
    - El País, Uruguay-Hispanoamérica edición Venezuela
    - El País, Uruguay-Hispanoamérica edición Brasil-Región Sur (conformada por los estados de Paraná, Río Grande del Sur y Santa Catarina) en el resto de Brasil no se edita.